# Laura J. van ’t Veer
Laura Johanna van ’t Veer (* 1957) ist eine niederländische Molekularbiologin, klinische Molekulargenetikerin und Gruppenleiterin für Molekularpathologie in der Abteilung für Pathologie und der Abteilung für experimentelle Therapie des Niederländischen Krebsinstituts.

## Studium
Von 1976 bis 1984 studierte sie an der Universiteit van Amsterdam und erwarb einen B.Sc. in Biologie und einen M.Sc. in molekularer Onkologie. Von 1984 bis 1989 setzte sie ihr Studium an der Universität Leiden fort. Dort promovierte sie über die Untersuchung der Onkogenaktivierung und der Tumorentstehung.

## Karriere
Im Jahr 2003 war Laura van 't Veer Mitbegründerin von Agendia B.V. und war bis zum 12. Juni 2007 als Chief Operating Officer von Agendia B.V. tätig. Heute arbeitet sie als Chief Research Officer weiter für das Unternehmen. Sie wurde in der Titelgeschichte der Mai-Juni-Ausgabe 2006 von Cancer World vorgestellt. Zusammen mit ihren Kollegen auf diesem Gebiet hält sie eine Reihe von Patenten im Zusammenhang mit der Krebsbehandlung. Seit 2014 ist sie Mitglied des Ausschusses für Wissenschaftspolitik und Regierungsangelegenheiten der American Association for Cancer Research. Von 2013 bis 2014 war sie Mitglied des Ausschusses für Aus- und Weiterbildung. Sie hat mehr als 80 begutachtete Veröffentlichungen vorzuweisen.

## Preise und Auszeichnungen
- Ehrenmedaille vom International Agency for Research on Cancer (IARC), Lyon, Frankreich, 2005[6]
- Preis und Vortrag im Rahmen des Van-der-Scheuren-Preises des European Breast Cancer Research (EBCC), 2006.[6]
- Lifetime Achievement Award für translationale Forschung bei Brustkrebs vom European Society for Medical Oncology (ESMO), 2007[6]
- Förderpreis des Breast Cancer Research Fund (BCRF-Pink Ribbon US) in den Jahren 2007 und 2008
- Verleihung des First Annual Harry and Edith Gladstein Award, Indiana University, School of Medicine am 7. April 2009 mit dem Titel „Molecular Profiles of Breast and Colorectal Cancer in Patient Management“.[6]
- Europäischer Erfinderpreis in der Kategorie Kleine und mittlere Unternehmen für ihren genbasierten Brustkrebstest, 2015.[7]
- Giants of Cancer Care Award, 2020[6]